# Элм-Крик (тауншип, Миннесота)
Элм-Крик (англ. Elm Creek) — тауншип в округе Мартин, Миннесота, США. На 2000 год его население составило 209 человек.

## География
По данным Бюро переписи населения США площадь тауншипа составляет 93,7 км², из которых 90,4 км² занимает суша, а 3,3 км² — вода (3,54 %).

## Демография
По данным переписи населения 2000 года здесь находились 209 человек, 76 домохозяйств и 62 семьи.  Плотность населения —  2,3 чел./км².  На территории тауншипа расположено 86 построек со средней плотностью 1,0 построек на один квадратный километр. Расовый состав населения: 99,04 % белых, 0,48 % азиатов и 0,48 % приходится на две или более других рас.
Из 76 домохозяйств в 39,5 % воспитывались дети до 18 лет, в 76,3 % проживали супружеские пары, в 1,3% проживали незамужние женщины и в 18,4 % домохозяйств проживали несемейные люди. 15,8 % домохозяйств состояли из одного человека, при том 6,6 % из — одиноких пожилых людей старше 65 лет. Средний размер домохозяйства — 2,75, а семьи — 3,05 человека.
28,7 % населения — младше 18 лет, 5,3 % — в возрасте от 18 до 24 лет, 27,3 % — от 25 до 44, 26,3 % — от 45 до 64, и 12,4 % — старше 65 лет. Средний возраст — 38 лет. На каждые 100 женщин приходилось 104,9 мужчин.  На каждые 100 женщин старше 18 приходилось 112,9 мужчин.
Средний годовой доход домохозяйства составлял 46 250 долларов, а средний годовой доход семьи —  49 688 долларов. Средний доход мужчин —  26 875  долларов, в то время как у женщин — 16 250. Доход на душу населения составил 22 173 доллара. За чертой бедности находились 8,2 % семей и 7,5 % всего населения тауншипа, из которых 5,0 % младше 18 лет.